# قوسی تبریزی
قوسی تبریزی یا علیجان قوسی تبریزی (متولد ۱۵۶۸ تبریز - درگذشت ۱۶۴۰ تبریز) شاعر سده هفدهم میلادی اهل آذربایجان  که از شاعران مشهور ترک زبان به‌شمار می‌رود. دو نسخه از دیوان ترکی قوسی تبریزی در موزه بریتانیا و موزه تفلیس گرجستان نگهداری می‌شود.

## زندگی
قوسی تبریزی در تبریز زاده شد و پس از طی تحصیلات مقدماتی در جوانی راهی اصفهان شده‌است، دیوان باارزش اشعار قوسی تبریزی در سال ۱۹۲۵ در باکو منتشر شد. وی در قصیده، غزل و رباعی تأثیرات آشکاری از محمد فضولی و صائب تبریزی گرفته‌بود و ترجیع‌بندی در وصف میرزاطاهر وحیدی تبریزی نوشته‌بود که در گذر زمان بیان کرده‌است.
قوسی تبریزی همانند صائب تبریزی شاعر آزادی‌خواهی بود و به خاطر نبود آزادی در بیت زیر از زمین و زمان شکایت می‌کرد:
| گر ناله چکمه‌سین دل بیمار نئیله‌سین    |
| عاشق گؤزوم گر آغلاماسین زار نئیله‌سین |
| قوسی‌نین می حالینا بیر اهل دل دئمیش   |
| قویماز منی فلک گؤز آچیم یار نئیله‌سین |

در بیتی دیگر اشاره به تبریزی و آذربایجانی بودن خود می‌کند:
| تبریز آچار کؤنلومو قوسی گر آچیلسا |
| هر چند کی فردوس صفاهانه یئتیشمز   |